# Sjota Chabareli
Sjota Chabareli, född den 26 december 1958 i Dzlevisdzjvari i Georgien, är en sovjetisk judoutövare.
Han tog OS-guld i herrarnas halv mellanvikt i samband med de olympiska judotävlingarna 1980 i Moskva.